# Трухелка, Ягода
Ягода Трухелка (хорв. Jagoda Truhelka; 5 февраля 1864 — 17 декабря 1957) — хорватская писательница и педагог, уроженка Славонии. Она работала учительницей и директором школ в Осиеке, Загребе, Госпиче, Баня-Луке и Сараево. Наибольшую известность Трухелке принесли её произведения в жанре детской литературы, её же романам присуще особое акцентирование на женских персонажах и вопросах прав женщин.

## Семья и образование
Ягода Трухелка родилась 5 февраля 1864 года в Осиеке, столице тогдашнего Королевства Славония, входившего в состав Австрийской империи. Она была старшей из троих детей Марии (урождённой Шён) и Антуна Венцеслава Трухелки. Оба её родителя не были уроженцами Славонии: отец, работавший учителем, был чехом, а мать — дунайской швабкой. Ягода училась в гимназии в Осиеке. После смерти отца в 1878 году Трухелка переехала со своей матерью и младшими братьями Драгошем и Чиро Трухелкой в Загреб, тогда служивший столицей новообразованного австро-венгерского Королевства Хорватия и Славония.
Трухелка продолжила своё образование в Загребе, намереваясь пойти по стопам отца. Диплом учителя она получила в 1882 году.

## Педагогическая карьера
Вскоре после получения диплома в 1882 году, Трухелка начала работать по специальности, обучая девочек в Осиеке. Получив дополнительное образование она была назначена директором школы для девочек в Госпиче, где проработала семь лет. В 1892 году Трухелка устроилась на новую работу в Загребе. На рубеже XIX и XX веков Загреб предоставлял благоприятную культурную и интеллектуальную среду для учителей, которые до этого работали в провинции. Трухелка прожила в этом городе девять лет. Она заработала за это время репутацию способного учителя и бросила вызов предубеждениям против женского образования, поступив вместе с тремя другими женщинами в Загребский университет. Тогда же Трухелка прониклась идеями индивидуализма и всеобщей свободы, а также продвижения женского образования и защиты прав женщин .
В 1901 году Трухелка переехала в Баня-Луку в оккупированную Австро-Венгрией Боснию и Герцеговину, где следующие 10 лет проработала директором женской школы. Затем она работала учительницей в Сараево, столице Боснии и Герцеговины, где особенно активно продвигала защиту прав женщин.

## Литературная деятельность и активизм
Трухелка считала себя прежде всего педагогом, уделяя особое внимание своему образованию и обучению. Писательская же деятельность была чем-то, что «пришло само по себе, непреднамеренно, неподготовлено и непритязательно». Было опубликовано более десятка её новелл, несколько рассказов и два романа. В 1900 году Ягода Трухелка и Мария Ямбришак начали издавать журнал Domaće ognjište (Домашний очаг), в деятельности которого активно приняли участие и другие писательницы. Антун Густав Матош высоко оценил этот журнал, так как по его мнению он являлся «не только педагогическим, но и женским» изданием. Трухелка в то время занимала одно из центральных мест в женском движении в Загребе и в течение 30 лет жила в «бостонском браке» с одной из таких активисток.
Её ранняя проза преимущественно была посвящена женщинам и отношениям между полами, Трухелка опубликовала часть своих рассказов, посвящённых этой тематике, в журналах Vienac и Nada под псевдонимом A. M. Sandučić. Большинство из них были простыми любовными историями, действие которых происходило в современном Загребе или Вене, но они отличались психологически развитыми женскими персонажами. Трухелка была первым хорватским автором, в произведениях которого женщина представала в качестве феминистки и интеллектуально превосходящей своё окружение, а не просто идеализировалась или демонизировалась.
В 1897 году несколько частей её психологического романа «Пленэр» были опубликованы в сараевском издании Nada. В романе Трухелка поднимает тему прав женщин, брак и социальных стереотипов. Литературный критик Лидия Дуйич охарактеризовала женские персонажи Трухелки как неубедительные, за исключением главной героини «Пленэра». В «Пленэре», ныне почти забытом романе, рассказывается о художнице Злате Подравац, выделяющейся своим интеллектом. Исторический роман Трухелки «Вояча» был опубликован в Nada в 1899 году. Образ его главной героини, боснийской крестьянки XV века, был создан на основе боснийской королевы Воячи. Героиня романа Трухелки очень чувствительна, ранима и вдумчива, кроме того, её можно назвать первой антигероиней в хорватской литературе. Источником вдохновения для романа, в котором прослеживаются как традиционные, так и модернистские черты, было творчество Августа Шеноа.

## Детская литература
На позднем этапе своей творческой карьеры, когда её интерес к модернизму угас, Трухелка обратилась к написанию детской литературы, в которой зачастую можно обнаружить автобиографические элементы. Zlatni danci был опубликован в 1918 году. Выйдя на пенсию в августе 1923 года, Трухелка вернулась в Загреб, в то время являвшимся вторым по величине городом Югославии, и ушла из общественной жизни. До глубокой старости она продолжала работать в жанре детской литературы. Bogorodčine trešnje и Crni i bijeli dani были опубликованы в 1929 и 1944 годах соответственно. Эти две книги, наряду с Zlatni danci, ставят её в ряд наиболее выдающихся детских писателей Хорватии, где она уступает только Иване Брлич-Мажуранич. При изображении в них повседневной жизни детей, Трухелка стремилась дать этические, религиозные и патриотические наставления.
Выйдя на пенсию, Трухелка редко обращалась к женской теме. Она умерла в Загребе 17 декабря 1957 года в возрасте 93 лет. Трухелка по-прежнему является достаточно популярной, благодаря своей детской литературе.